# Орешки (Старицкий район)
Орешки — село в Старицком районе Тверской области, входит в состав сельского поселения «Луковниково».  
Находится в 60 км к северо-западу от Старицы в излучине реки Малая Коша.

## История
В середине XIX века село Орешки относилось к Боронкинскому приходу Киселевской волости Старицкого уезда, в селе находилось имение помещика Севенарда.
В 1859 году в селе был 31 двор и 276 жителей, в 1886 году уже 53 двора и 287 жителей. В Орешках находились волостное правление, водяная мельница, кузница, столярная мастерская, чайная и мелочная лавки.
В XIX веке были развиты лесной промысел, плотничество, строительство плотов, лесозаготовка, сплав леса по Большой Коше и Волге.
После установления Советской власти с 1918 — по март 1924 года Орешки были центром Киселевской волости и одноимённого сельсовета Старицкого уезда, а в 1925 — одноимённым сельсоветом Луковниковской волости Ржевского уезда. В те годы в селе насчитывалось 74 двора, 330 жителей, школа 2-й ступени, имелись потребительское общество и мельница.
В годы советской власти в деревне располагалось правление колхоза «Орешкинский».
До 2009 года в деревне действовала Орешкинская основная общеобразоветельная школа.

## Население
| 1859 | 1886 | 1919 | 1997 | 2002 | 2010 |
| ---- | ---- | ---- | ---- | ---- | ---- |
| 251  | ↗287 | ↗330 | ↘201 | ↘159 | ↗174 |

## Инфраструктура
В деревне имеются фельдшерско-акушерский пункт, отделение почтовой связи.